# Гагаринская (станция метро, Новосибирск)
«Гага́ринская» — 9-я станция Новосибирского метрополитена. Находится на Ленинской линии между станциями «Заельцовская» и «Красный проспект».
Территориально станция расположена в Заельцовском районе Новосибирска, вдоль улицы Красный проспект — между улицами Писарева и Кропоткина. Рядом — торговые центры («Ройял парк», «Зелёные купола», «Океан») и одноимённая остановочная платформа пригородного железнодорожного транспорта.
Первоначальный пуск был запланирован на 1990 год, вместе со станциями «Заельцовская» и «Площадь Маркса». Однако, в связи с начавшимися переменами в стране и перебоями с финансированием и поставками материалов, торжественное открытие состоялось только 2 апреля 1992 года.

## История

### Проект станции
С самого начала станция проектировалась сводчатой, а её отделку предполагалось выполнить с «космическим» уклоном. На колоннах (появились в процессе) «неземных конструкций» авторы предполагали использовать полированную нержавеющую сталь, а при отделке стен применить тонированный стемалит чёрного цвета. В результате стемалит не применили — не нашли, да и нержавеющую сталь завод-изготовитель не смог изготовить без дефектов.
Станционный потолок, покрашенный в тёмно-синий (почти что чёрный) цвет, практически невидим за лёгкой объёмной решётчатой конструкцией из тонких труб, в которую вмонтированы небольшие точечные светильники, создающие иллюзию тёмного звёздного неба («космического пространства»).
Невидимые балочные покрытия опираются на стройные металлические колонны, которые ассоциируются с рядами ракет, нацеленных в космос. Пол из серого гранита расчерчен красными прямыми пересекающимися линиями.

### Строительство
Сваебойные работы на площадке будущей станции строители начали выполнять 20 февраля 1988 года. Работы выполняло управление механизации. Через день началась проходка левого перегонного тоннеля в сторону «Красного проспекта».
К началу июня месяца метростроители уже приступали к монтажу сборных железобетонных конструкций. К 20 октября СТП станции была готова (в конструкциях).
По состоянию на 3 апреля 1991 года, на станции вовсю шли отделочные работы. Ещё оставалась укладка рельсов.

### Пуск
Тем не менее пуск состоялся только 2 апреля 1992 года.

## Архитектура и оформление
Тип конструкции — колонная, островная станция мелкого заложения, с двумя рядами колонн. Проект выполнен институтом «Новосибметропроект» и аналогичен станции «Маршала Покрышкина»: 17 пар колонн, отстоящих друг от друга на 6 метров.
Стены облицованы гранитом и мрамором со вставками из нержавеющей стали. На станции имеются колонны, покрытые шлифованными листами из нержавеющей стали. Потолок над платформой окрашен в синий цвет, к нему подвешена пространственная конструкция из труб, в которую вмонтированы точечные светильники с целью создания «иллюзии космического пространства».
В апреле 2011 года, в связи с 50-летием первого полета человека в космос, стены были украшены панелями в форме иллюминаторов с портретами Юрия Гагарина, а цветовая гамма станции стала серебряно-фиолетовой.
12 апреля 2021 года на станции был установлен мраморный барельеф Юрия Гагарина.

## Вестибюли и пересадки
Проект станции предусматривает два вестибюля. Оба с лестничными сходами. Однако до конца 2003 года работал только один, совмещённый с подземным переходом под Красным проспектом (входы № 1 и № 2). Во втором же находилась ярмарка. На стенах вестибюлей с апреле 2011 года размещены плакаты с информацией о развитии космонавтики.

## Станция в цифрах
- Длина станции, как и на всех станциях Новосибирского метрополитена, стандартная — 102 м, что позволяет поместить на путь до пяти вагонов (в настоящее время используются 4-хвагонные составы). Длина посадочной платформы — 100 м[10] Ширина платформы — 10 м[1]
- В 2017 году среднесуточный пассажиропоток на станции составлял 13,6 тыс. человек. Таким образом, «Гагаринская» является наименее загруженной станцией Ленинской линии и 10-й по загруженности станцией Новосибирского метро.
- Пикет ПК 34+87.
- Длина перегона до станции «Заельцовская» составляет 927 метров[11], что делает его самым коротким в Новосибирском метрополитене. Длина перегона до станции «Красный проспект» — 1118 метров.
- Время открытия станции для входа пассажиров — 05 часов 45 минут, время закрытия — 00 часов 00 минут. Подуличный переход работает с 05 часов 30 минут до 01 часа 00 минут[12]
- Таблица времени отправления первого и последнего поездов[12]:

|                                      | Пн — Вс (чч: мм: сс) | Пн — Вс (чч: мм: сс) |
| В сторону станции «Красный проспект» | 05:50:00             | 00:05:00             |
| В сторону станции «Заельцовская»     | 06:03:30             | 00:17:00             |

## Расположение
Станция метро «Гагаринская» Ленинской линии расположена в Заельцовском районе Новосибирска, вдоль улицы Красный проспект — между улицами Писарева и Кропоткина.

### Остановки
Остановки наземного общественного транспорта вблизи выходов станции:
- А
- Мт
- Тб,
- Тр: «Кропоткина», «Метро Гагаринская».

В транспортной доступности, по улице Кропоткина расположены остановки «Кропоткина»: А, Мт, Тр.
Также станция является пересадочной:
- на посадочную платформу железнодорожного (пригородного) электротранспорта (восточное направление, от Вокзала «Новосибирска-Главного» до Болотной).